# فيولت ميليسنت بينكني
فيولت ميليسنت بينكني (بالإنجليزية: Violet Millicent Pinckney)‏ مواليد 11 مارس 1871 في ويلتشاير - الوفاة 13 مارس 1955 في حديقة نيو فوريست، هامبشير، إنجلترا، كانت لاعبة كرة مضرب بريطانية. سبق أن شاركت في دورة الألعاب الأولمبية الصيفية في سنة 1908. في سنة 1903 فازت بالبطولة الألمانية.

## روابط خارجية
- فيولت ميليسنت بينكني على موقع الاتحاد الدولي لكرة المضرب (الإنجليزية)
- فيولت ميليسنت بينكني على موقع اللجنة الأولمبية الدولية (الإنجليزية)
- فيولت ميليسنت بينكني على موقع أوليمبيديا (الإنجليزية)